# 82 км Льнозавод
82 км Льнозаво́д — населённый пункт в Тогучинском районе Новосибирской области, входит в состав Буготакского сельсовета.

## География
Населённый пункт находится около берега реки Иня. Ближайший населённый пункт — примыкающее с запада село Буготак, там же находится ближайшая железнодорожная станция — платформа Льнозавод Западно-Сибирской железной дороги.

## Население
| 2002 | 2007 | 2010 |
| ---- | ---- | ---- |
| 42   | ↘39  | ↘27  |

## Улицы
В населённом пункте имеется одна улица — 82 км.

## Инфраструктура
В населённом пункте по данным на 2007 год отсутствует социальная инфраструктура.